# Creney-près-Troyes
Creney-près-Troyes é uma comuna francesa na região administrativa de Grande Leste, no departamento de Aube. Estende-se por uma área de 15,76 km². Em 2010 a comuna tinha 1 947 habitantes (densidade: 123,5 hab./km²).